# Igreja de São Bartolomeu dos Curtidores

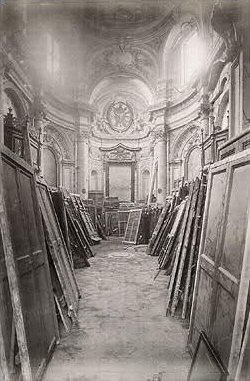
Interior da igreja em foto antes da demolição (1885).

San Bartolomeo dei Vaccinari ou Igreja de São Bartolomeu dos Curtidores era uma igreja de Roma, Itália, localizada no rione Regola, demolida por volta de 1885. Ela ficava na via della Regola, hoje chamada, em sua homenagem, via di San Bartolomeo dei Vaccinari, que liga a moderna via Arenula à piazza delle Cinque Scole. Ela foi demolida para permitir a abertura da via Arenula, mas seu altar-mor foi recolocado na Catedral de Asmara, na Eritreia. Era dedicada a São Bartolomeu.

## História e descrição
Esta igreja foi mencionada pela primeira vez numa bula do papa Urbano III, de 1186, entre as igrejas afiliadas à basílica de San Lorenzo in Damaso com o nme de Santo Stefano de Cacabariis. O termo "cacabariis" é uma referência aos fabricantes de "caccabi", vasilhas e bacias de cobre e outros utensílios de cozinha. Na segunda metade do século XIV, aparece novamente com o nome de Santo Stefano de Benedectinis, indício de que, nesta época, pertencia aos beneditinos. De 1408 até depois da metade do século XVI, assumiu o cognome de "de Silice", quando finalmente, na época do papa Pio V, ganhou seu nome atual, "dei Vaccinari".
Era conhecida também como Santo Stefano de Arenula, uma referência à região onde ficava, e assim apareceu no Catálogo de Turim, no nº 349.
Era a sede de uma paróquia sem batistério, pois era afiliada a San Lorenzo in Damaso. Em uma visita em 1560, a paróquia foi descrita como tendo "de 16 a 20 casas que são dos curtidores e gente pobre e maltratada...". Em 1570, Pio V eliminou sua função paroquial e entregou a igreja para a confraria da guilda dos curtidores, chamados em Roma de "vaccinari", que reconstruiu a igreja em 1723, dedicando-a a seu padroeiro, São Bartolomeu. Durante as escavações para a construção do novo edifício, foi encontrada uma grande quantidade de chifres e cornos, um indício da antiga presença dos curtidores na região.
O interior da igreja apresentava uma nave única com duas capelas de cada lado. A peça-de-altar no altar-mor era uma obra de Giovanni De Vecchi (1536–1614), "São Bartolomeu"; os demais eram decorados com telas de Jacopo Zoboli (1681–1767) e Michelangelo Cerruti (1663–1748).